# Meteor-ekspeditionen (1925-1927)
Meteor-ekspeditionen (tysk: Deutsche Atlantik Expedition) var en oceanografisk ekspedition for at undersøge den sydlige del af Atlanterhavet omtrent fra ækvator til Antarktis i 1925–1927. Undersøgelser af oceanbundens topografi, vandets temperaturer og sammensætning, livet i havet samt atmosfæriske observationer indgik i projektet.

## Ekspeditionen
Forskningsfartøjet Meteor forlod Wilhelmshaven den 16. april 1925 med oceanografen Alfred Merz som leder af ekspeditionen.
Skibet sejlede i zigzag mellem Afrika og Sydamerika og foretog målinger på tværs af oceanbunden i området mellem 20° nordlig og 60° sydlig. I januar 1926 besejlede man Magellanstrædet, og i marts samme år fandt man et dybhavsbjerg, som fik navnet Meteor-banken (48°16′S 08°16′Ø / 48.267°S 8.267°Ø).
I juni 1926 blev Merz, som allerede inden ekspeditionens afsejling havde haft helbredsproblemer, indlagt på det tyske hospital i Buenos Aires. Han døde af lungebetændelse den 25. august 1926. Den overordnede ledelse af ekspeditionen overgik til skibets kaptajn Fritz Spieß, mens Georg Wüst blev ekspeditionens ledende oceanograf.
Ekspeditionen vendte tilbage til Wilhelmshaven den 2. juni 1927. Under ekspeditionen blev foretaget 67.000 sonarmålinger, mere end 67.000 nautiske mil blev besejlet og mere end 800 vejrballoner sendt til vejrs.

## Resultater
Meteor var blevet udstyret med noget af det første sonar-udstyr, hvorved ekspeditionen blev i stand til at lave de tidligste, detaljerede målinger af oceanbunden i det sydlige Atlanterhav. Forskningen kunne således fastlægge forløbet af den midtatlantiske højderyg og fastslå, at denne strakte sig ubrudt gennem hele Sydatlanten og fortsatte ind i det Indiske Ocean på den anden side af Kap det Gode Håb.